# Elección presidencial de Chile de 1856
La elección presidencial de Chile de 1856 se llevó a cabo en por medio del sistema de electores, y dio por reelecto al presidente Manuel Montt.
Los gobiernos conservadores, acostumbrados a dominar el Estado por decenios, no se esperaba en la ocasión una sorpresa electoral. Sin embargo, el presidente Manuel Montt no fue apoyado esta vez por los conservadores, ya que se había quebrado la confianza entre ambos, y el mandatario había ordenado a su ministro Antonio Varas, formar un partido nuevo, el Partido Nacional, el cual lo abanderó en la oportunidad.
Los electores de cada provincia se reunieron el 25 de julio, poniendo cada elector en una cédula secreta el nombre del candidato que proponia para Presidente y echándola por su mano en una urna que se hallaba colocada en la mesa del Presidente y secretarios. El congreso procedió al recuento de votos, sobre la base de las actas de escrutinio de cada provincia el 30 de agosto.
La reputación de Montt se encontraba por el suelo tras la "Cuestión del Sacristán" que mermó su influencia sobre la aristocracia conservadora de la capital. Sin embargo, la oposición no tuvo candidatos capaces de reunir los votos necesarios. Los dos votos que recibió Aldunate fueron los de Francisco Ossa Mercado, quién manejaba el movimiento ultramontano del Partido Conservador, y José Miguel Arístegui Aróstegui, deán de la catedral de Santiago.
El mismo Manuel Montt reconoció años más tarde, que si no hubiese sido reelegido, los conservadores hubiesen permanecido en el poder por veinte años más.

## Resultados

### Nacional
|  | 99,04 % |

|  | 0,96 % |

### Por provincia
|                                    | Manuel Montt                       | 8     | 100 % | 18    | 100 % | 15         | 100 %      | 17     | 100 %  | 37       | 94,87 %  | 29     | 100 %  | 10 | 100 % |
|                                    | José Santiago Aldunate             | 0     | 0 %   | 0     | 0 %   | 0          | 0 %        | 0      | 0 %    | 2        | 5,13 %   | 0      | 0 %    | 0  | 0 %   |
| Total de votos electorales válidos | Total de votos electorales válidos | 8     | 100 % | 18    | 100 % | 15         | 100 %      | 17     | 100 %  | 39       | 100 %    | 29     | 100 %  | 10 | 100 % |
| Abstención                         | Abstención                         | 1     |       | 0     |       | 0          |            | 1      |        | 0        |          | 1      |        | 2  |       |
| Total de electores                 | Total de electores                 | 9     |       | 18    |       | 15         |            | 18     |        | 39       |          | 30     |        | 12 |       |
| Candidato                          | Candidato                          | Maule | Maule | Ñuble | Ñuble | Concepción | Concepción | Arauco | Arauco | Valdivia | Valdivia | Chiloé | Chiloé |    |       |
|                                    | Manuel Montt                       | 22    | 100 % | 15    | 100 % | 15         | 100 %      | 6      | 100 %  | 6        | 100 %    | 9      | 100 %  |    |       |
|                                    | José Santiago Aldunate             | 0     | 0 %   | 0     | 0 %   | 0          | 0 %        | 0      | 0 %    | 0        | 0 %      | 0      | 0 %    |    |       |
| Total de votos electorales válidos | Total de votos electorales válidos | 22    | 100 % | 15    | 100 % | 15         | 100 %      | 6      | 100 %  | 6        | 100 %    | 9      | 100 %  |    |       |
| Abstención                         | Abstención                         | 2     |       | 0     |       | 0          |            | 0      |        | 0        |          | 0      |        |    |       |
| Total de electores                 | Total de electores                 | 24    |       | 15    |       | 15         |            | 6      |        | 6        |          | 9      |        |    |       |
| Fuente: Urzúa Valenzuela, 1992.    |                                    |       |       |       |       |            |            |        |        |          |          |        |        |    |       |